# 西部の大決闘
『西部の大決闘』（せいぶのだいけっとう、原題：Drag-A-Long Droopy　公開：1954年1月30日）は、アメリカ合衆国の映画会社メトロ・ゴールドウィン・メイヤー (MGM) に所属していたアニメーターのテックス・アヴェリーによる作品のひとつ。

## スタッフ
- 監督 - テックス・アヴェリー
- 製作 - フレッド・クインビー
- 共同製作 - ウィリアム・ハンナ（クレジット無し）
- 原画 - グラント・シモンズ、マイケル・ラー、レイ・パターソン、ロバート・ベントレー、ウォルター・クリントン
- 脚本 - ヘック・アレン
- 背景 - ジョン・ディドリック・ジョンセン
- 音楽 - スコット・ブラッドリー
- 彩色プロセス - テクニカラー
- 録音プロセス - ウェスタン・エレクトリック
- 制作 - メトロ・ゴールドウィン・メイヤー・カートゥーン・スタジオ（英語版）
- 配給 - メトロ・ゴールドウィン・メイヤー

## 内容
西部開拓時代、ヒツジの大群を引き連れて大草原を進むドルーピーが、広大な牧場で多数の牛を飼っているオオカミとの縄張り争いになる。間抜けなオオカミはドルーピーとの一対一の勝負に惨敗し、牧場へ逃げ去る。翌朝、オオカミ率いる牛の大群と、ドルーピー率いるヒツジの大群が大草原で激突する。

## 登場するキャラクター
ドルーピー
今回は羊飼いの役。多数のヒツジを巧みに操り、行く手に立ちはだかるオオカミに挑む。
オオカミ
多数の牛を飼っている牧場主。縄張りに侵入してきたドルーピーを撃退しようとするが、返り討ちに遭い惨敗。乗馬が下手で、タクシーでドルーピーを追尾する。

## 収録ソフト
- トムとジェリー ドルーピーといっしょ VOL.4（VHS）